# Conioscinella poecilogaster
Conioscinella poecilogaster är en tvåvingeart som först beskrevs av Becker 1911.  Conioscinella poecilogaster ingår i släktet Conioscinella och familjen fritflugor.
Artens utbredningsområde är Filippinerna. Inga underarter finns listade i Catalogue of Life.